# Gobindpur
Xxx è una suddivisione dell'India, classificata come census town, di 8.504 abitanti, situata nel distretto di Dhanbad, nello stato federato del Jharkhand. In base al numero di abitanti la città rientra nella classe V (da 5.000 a 9.999 persone).

## Geografia fisica
La città è situata a 23° 50' 17 N e 86° 31' 11 E.

## Società

### Evoluzione demografica
Al censimento del 2001 la popolazione di Gobindpur assommava a 8.504 persone, delle quali 4.578 maschi e 3.926 femmine. I bambini di età inferiore o uguale ai sei anni assommavano a 1.278, dei quali 680 maschi e 598 femmine. Infine, coloro che erano in grado di saper almeno leggere e scrivere erano 5.510, dei quali 3.357 maschi e 2.153 femmine.